# Putsch di Küstrin
Il putsch di Küstrin del 1° ottobre 1923, noto anche come putsch di Buchrucker dal nome del suo leader, fu un tentativo di colpo di stato contro la Repubblica di Weimar da parte delle unità paramilitari della Reichswehr Nera al comando di Bruno Ernst Buchrucker. Fu lanciato in risposta alla rabbia nazionalista per la decisione del governo di porre fine alla resistenza passiva contro l'occupazione francese e belga della Ruhr. Fallì sia a Berlino che nella città di Küstrin (attuale Kostrzyn nad Odrą), nella Germania orientale, quando il colonnello responsabile della fortezza di Küstrin arrestò Buchrucker e fece intervenire la Reichswehr. Buchrucker fu dichiarato colpevole di tradimento e condannato al carcere, ma fu amnistiato dopo aver scontato quattro anni della condanna a dieci anni.

## Contesto
Gruppi della Reichswehr Nera chiamati commandos dei lavoratori (Arbeitskommando) guidato da Bruno Ernst Buchrucker voleva far cadere il governo del Reich del cancelliere Gustav Stresemann e sostituire la repubblica democratica parlamentare con una dittatura nazionale. Il colpo di stato fu provocato quando il 26 settembre 1923 il governo pose fine alla resistenza passiva all'occupazione francese e belga della Ruhr, iniziata nel gennaio 1923 dopo che la Germania si era resa inadempiente nei pagamenti delle riparazioni di guerra richieste dal Trattato di Versailles. Buchrucker stava reagendo ad un mandato di arresto emesso contro di lui per aver reclutato altri commando di lavoratori senza autorizzazione. I commando erano ufficialmente volontari civili incaricati di trovare e raccogliere depositi di armi, ma in realtà erano truppe addestrate sotto la Reichswehr in violazione del limite di 100.000 uomini imposto all'esercito tedesco dal Trattato di Versailles.

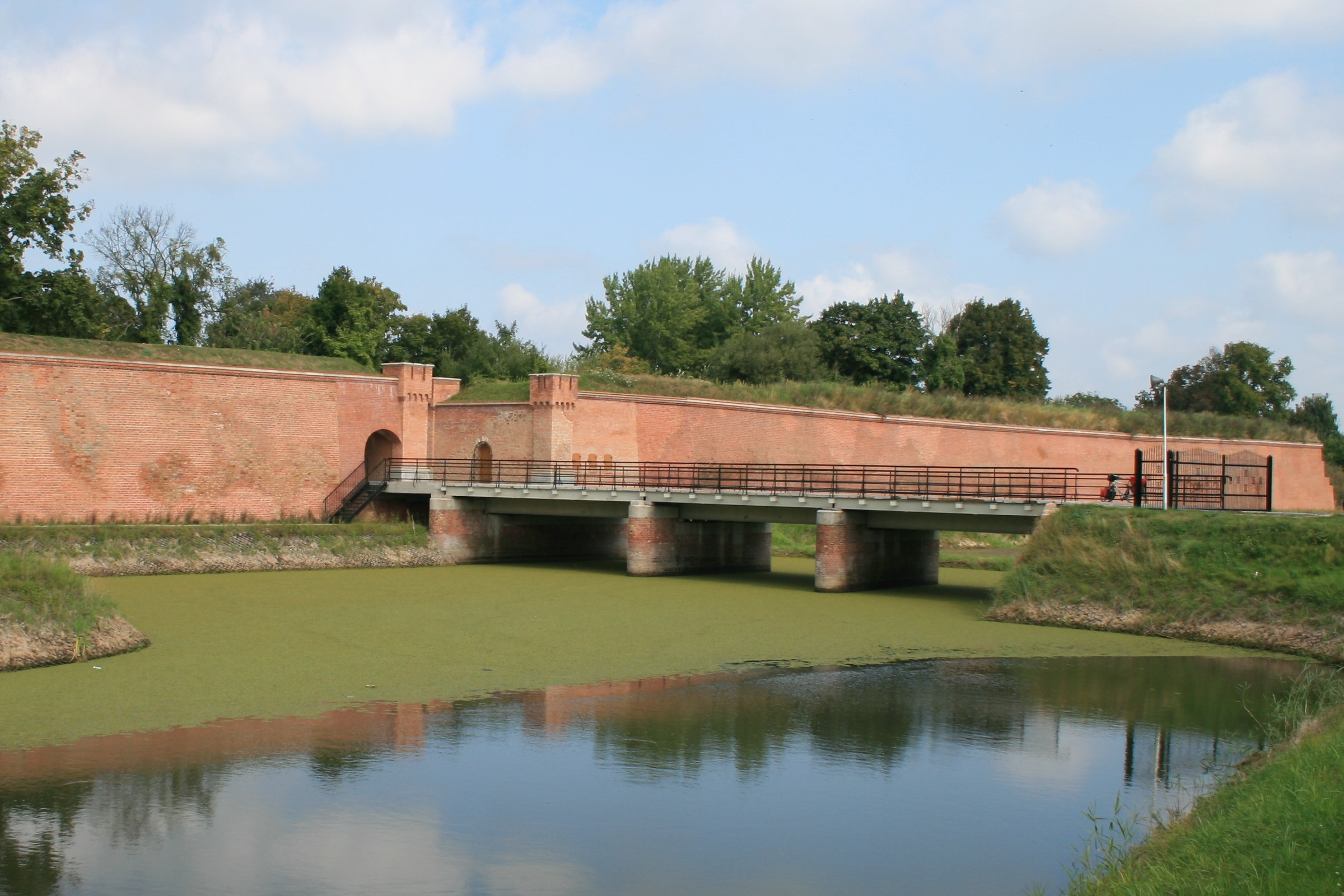
Veduta moderna della fortezza di Küstrin, dove gli uomini di Buchrucker si riunirono per il tentativo di colpo di stato

Buchrucker venne a conoscenza del mandato di arresto emesso nei suoi confronti il 30 settembre a Berlino e si recò a Küstrin (dal 1945 Kostrzyn nad Odrą, Polonia), circa 320 km a sud-est. Lì ordinò al capo dei commando dei lavoratori della città, il maggiore Fritz Hertzer, di far spostare i suoi uomini all'interno delle fortificazioni della Città Vecchia la mattina seguente. Il Maggiore Hertzer indicò come motivo il mandato d'arresto contro di lui e disse che stava cercando l'aiuto e la protezione dei commando operai. La mattina successiva progettò di contattare il comandante locale della Reichswehr della situazione di pericolo a Küstrin. Buchrucker sperava che ciò avrebbe fatto revocare il mandato di arresto.

## Il tentativo
La mattina successiva Buchrucker tenne un discorso, a quanto si dice, quasi incoerente agli uomini riuniti nella fortezza di Küstrin. Lui e Hertzer si recarono dal comandante della fortezza, il colonnello Gudowius, gli spiegarono la situazione e gli fu subito comunicato che erano in arresto. Buchrucker sottolineò la superiorità numerica delle sue unità e chiese al comandante «di non ostacolarlo, il grande momento nazionale è ormai giunto». Dichiarò inoltre che avrebbe colpito «non solo qui a Küstrin, ma anche ovunque». Il colonnello gli divadì che era in stato di arresto e telefonò alle unità della Reichswehr a Küstrin e Francoforte sull'Oder per chiedere supporto. Alcuni sergenti fedeli a Buchrucker entrarono con la forza nell'ufficio del colonnello. Alla richiesta di istruzioni da parte dei suoi subordinati, Buchrucker non riuscì a prendere una decisione sul da farsi. Hertzer, che definì Buchrucker un codardo imbelle, si mise allora sotto il comando di Gudowius.
Hertzer ordinò al resto dei commando dei lavoratori nella fortezza di ritirarsi e disse che erano stati tutti ingannati e traditi da Buchrucker. Più tardi, quel giorno, giunsero insieme i rinforzi della Reichswehr provenienti da Francoforte sull'Oder, che durante il tragitto avevano incontrato per caso un gruppo di commando dei lavoratori diretti anch'essi a Küstrin. Mentre i commando scendevano dal camion, la Reichswehr aprì il fuoco su di loro con una mitragliatrice, uccidendone uno e ferendone sette. Furono le uniche vittime del putsch. 381 commando dei lavoratori della Reichswehr Nera furono arrestati, ma rilasciati poco dopo. Tutti gli ufficiali coinvolti sono rimasti in stato di arresto.

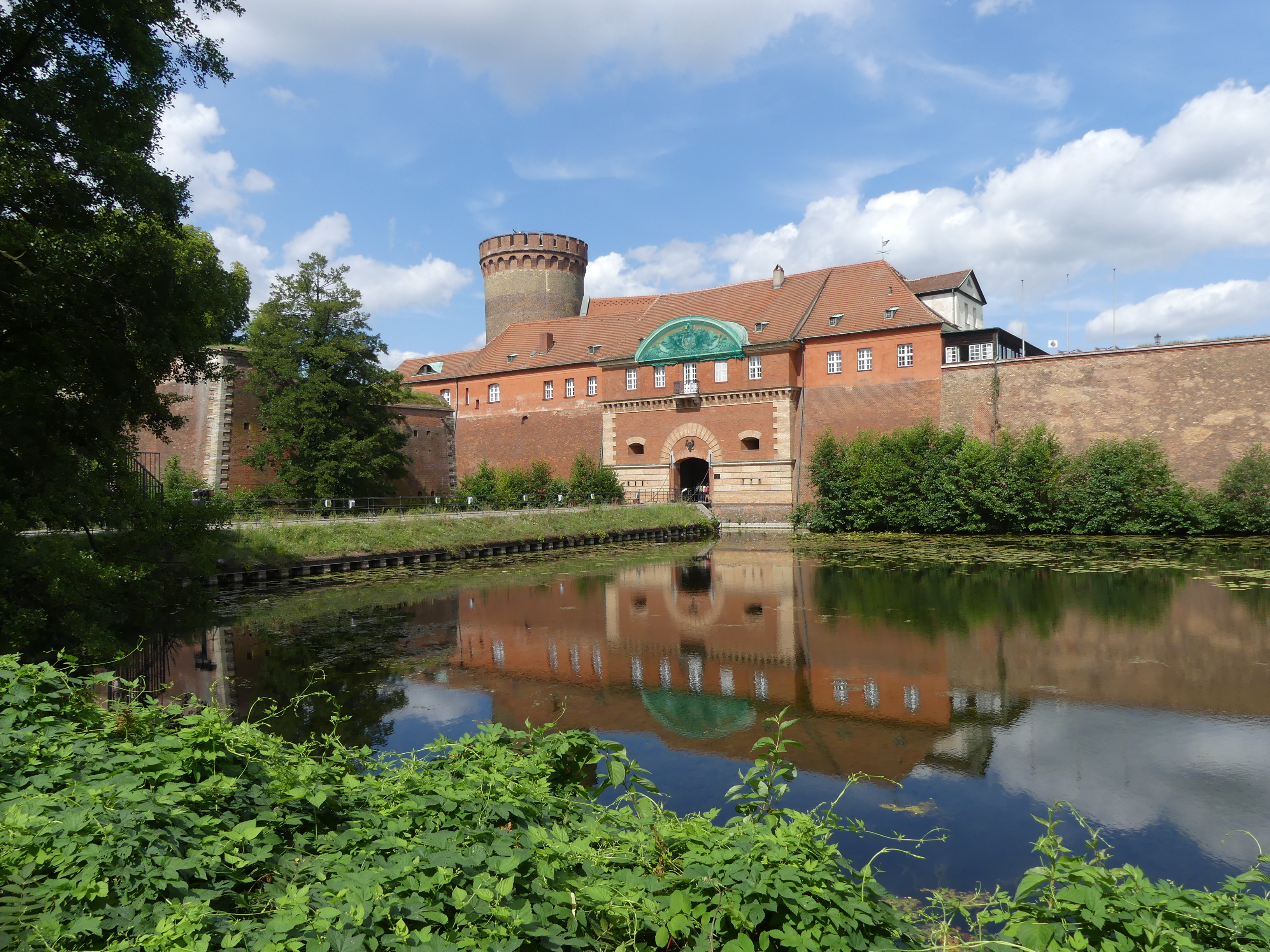
La Cittadella di Spandau a Berlino, centro del putsch berlinese.

A Berlino, i golpisti dei commando dei lavoratori presero brevemente il controllo della Cittadella di Spandau e del Forte Hahneberg, ma furono costretti ad arrendersi alla Reichswehr. Una situazione simile si verificò a Rathenow, a ovest di Berlino, il 3 ottobre, ma anche qui la rivolta venne sedata.

## Conseguenze
Tra il 22 e il 27 ottobre 1923 si svolse davanti ad un tribunale straordinario a Cottbus il processo contro 14 persone arrestate a Küstrin. Tale evento si svolse senza la presenza del pubblico per questioni di ordine pubblico. Buchrucker dichiarò in aula di aver voluto solo fare pressione sul ministro della Reichswehr affinché ritirasse il mandato di arresto. Questo era nell'interesse dello Stato, disse, perché nei ranghi dei commando operai c'erano dei “temerari” da cui si doveva temere la violenza se fosse stato arrestato.
Il tribunale, tuttavia, non accettò  la sua versione dei fatti. Secondo la sentenza, c'erano sufficienti indizi che «gli eventi di Küstrin erano in realtà solo una parte di un'impresa di più ampia portata». Il periodo di indecisione di Buchrucker, durato un'ora, sul da farsi, è stato interpretato come una decisione seria da prendere. Il tribunale ritenne inoltre che Buchrucker avesse dato per scontato che la Reichswehr si sarebbe unita a lui o sarebbe rimasta neutrale. Fu condannato a dieci anni di reclusione e a una multa di dieci marchi d'oro per alto tradimento, ma gli fu concessa l'amnistia nell'ottobre 1927, in occasione del compleanno del presidente Paul von Hindenburg. Nove degli altri 14 uomini processati furono condannati, e sette di loro ricevettero pene detentive inferiori a sei mesi.
In risposta al putsch, il generale Hans von Seeckt sciolse la Reichswehr Nera. Alcuni dei suoi membri, soprattutto ufficiali, andarono in Baviera e aderirono al partito nazista.